# 時立愛
时立爱（1062年—1143年），字昌寿。涿州新城（今河北省高碑店东南）人。
时立爱在辽朝中进士，历任同知春州事、燕京副留守、御史中丞、辽兴军节度使兼汉军都统。金太祖阿骨打定燕京，上表请“遣官分行郡邑，宣谕德义。他日兵临于宋，顺则抚之，逆则讨之，兵不劳而天下定矣。”其后金朝以燕京归北宋，他避归乡里，不肯在宋朝做官，累诏不应。完颜宗望再取燕京，他主动到金军幕府拜谒，被授以同中书门下平章事。跟随完颜宗望多年，谋划军机居多。天会九年（1131年），官至侍中、知枢密院事，后加中书令。天会十五年（1137年），时立爱致仕，加开府仪同三司，封郑国公。同年卒于家中，年八十二。

## 延伸阅读
[在维基数据编辑]
 《金史·卷78》，出自脱脱《遼史》